# Mitsuo Kamata
Mitsuo Kamata (Ibaraki, 16 dicembre 1937) è un ex calciatore giapponese, di ruolo difensore.

## Carriera
Ha giocato per 11 anni con la squadra del Furukawa Electric, l'attuale JEF United. Con la nazionale ha partecipato alle Olimpiadi 1964 e a quelle del 1968 vincendo, nella seconda edizione, la medaglia di bronzo.

## Statistiche

### Presenze e reti nei club
| Stagione | Squadra                  | Campionato | Campionato | Campionato |
| Stagione | Squadra                  | Comp       | Pres       | Reti       |
| -------- | ------------------------ | ---------- | ---------- | ---------- |
| 1965     | Furukawa Electric        | JSL        | 14         | 2          |
| 1966     | Furukawa Electric        | JSL        | 14         | 0          |
| 1967     | Furukawa Electric        | JSL        | 14         | 1          |
| 1968     | Furukawa Electric        | JSL        | 13         | 0          |
| 1969     | Furukawa Electric        | JSL        | 14         | 1          |
| 1970     | Furukawa Electric        | JSL        | 13         | 1          |
| 1971     | Furukawa Electric        | JSL        | 14         | 1          |
| 1972     | Furukawa Electric        | JSL1       | 7          | 0          |
| 1973     | Furukawa Electric        | JSL1       | 3          | 0          |
| 1974     | Furukawa Electric        | JSL1       | 0          | 0          |
|          | Totale Furukawa Electric |            | 106        | 6          |